# Jarosław Wałęsa
Pour les articles homonymes, voir Wałęsa.
Jarosław Leszek Wałęsa, né le 13 septembre 1976 à Gdańsk, est un homme politique polonais membre de la Plate-forme civique (PO).

## Biographie

### Formation et vie professionnelle
Il obtient en 2000 son baccalauréat universitaire en science politique à l'université Sainte-Croix de Worcester, dans le Massachusetts. Il travaille aux États-Unis jusqu'en 2002, puis rentre en Pologne, où il devient conseiller puis directeur de cabinet de son père.

### Débuts en politique
Il se présente aux élections européennes du 7 juin 2004 dans la circonscription de Gdańsk, sur la liste du Comité électoral national (NKW). Ayant échoué à se faire élire, il soutient en 2005 la fondation du Parti démocrate (PD).

### Parlementaire

#### Député à la Diète
Peu de temps après, il postule aux élections législatives du 25 septembre 2005 dans la circonscription de Gdańsk, sur la liste de la Plate-forme civique emmenée par Donald Tusk. Il totalise 14 709 voix préférentielles, soit la deuxième place des candidats de la PO. Le 19 octobre, Jarosław Wałęsa entre à la Diète à 29 ans. Il adhère ensuite au parti.
Membre de la commission des Affaires étrangères et de la commission des Affaires européennes, il se représente au cours des élections législatives anticipées du 21 octobre 2007. Il est réélu en recueillant 61 278 votes de préférences, réalisant à nouveau le deuxième score de la PO, cette fois-ci derrière Sławomir Nowak.

#### Député européen
Dans la perspective des élections européennes du 7 juin 2009, il est investi candidat dans la circonscription de Gdańsk, sur la liste de Janusz Lewandowski. Il est élu au Parlement européen et rassemble alors 73 968 suffrages préférentiels, le deuxième résultat de la Plate-forme civique dans le territoire. Il siège au groupe du Parti populaire européen (PPE) et à la commission de la Pêche.
Il est réélu lors des élections du 25 mai 2014 avec 55 898 voix préférentielles, étant devancé par Lewandowski mais aussi la seule candidate élue de Droit et justice (PiS) dans la circonscription, Anna Fotyga. À l'ouverture de la législature, il devient vice-président de la commission de la Pêche.
Pour les élections européennes de 2019, il cherche à conquérir un troisième mandat en se présentant sur la liste de la Coalition européenne (pl) (KE), qui unit la plupart de l'opposition à PiS. Il réunit 80 906 votes sur son nom, terminant troisième derrière Magdalena Adamowicz et Janusz Lewandowski alors que la KE ne remporte que deux sièges.

#### Retour à la Diète
Il revient en octobre 2019 comme député à la Diète lors des élections générales, élu sur la liste de la Coalition civique (KO), qui remporte 41,31% des suffrages de la circonscription de Gdańsk où il est de nouveau candidat.

### Vie privée
Il est l'un des huit enfants de Lech Wałęsa et Danuta Gołoś. Il réside à Gdańsk.